# Meistriliiga (Eishockey) 1999/2000
Die Saison 1999/2000 war die zehnte Spielzeit der Meistriliiga, der höchsten estnischen Eishockeyspielklasse. Meister wurde Tartu Välk 494.

## Modus
In der Hauptrunde absolvierte jede der vier Mannschaften insgesamt 18 Spiele. Der Erstplatzierte der Hauptrunde wurde Meister. Für einen Sieg erhielt jede Mannschaft zwei Punkte, bei einem Unentschieden gab es ein Punkt und bei einer Niederlage null Punkte.

## Hauptrunde
|    | Klub                    | Sp | S  | U | N  | Tore   | Punkte |
| -- | ----------------------- | -- | -- | - | -- | ------ | ------ |
| 1. | Tartu Välk 494          | 18 | 15 | 1 | 2  | 102:39 | 31     |
| 2. | HK Narva 2000           | 18 | 12 | 1 | 5  | 88:48  | 25     |
| 3. | HK Central Kohtla-Järve | 18 | 8  | 0 | 10 | 72:88  | 16     |
| 4. | Viking Sport Tallinn    | 18 | 0  | 0 | 18 | 26:113 | 0      |

Sp = Spiele, S = Siege, U = Unentschieden, N = Niederlagen